# Augochlora viridinitens
Augochlora viridinitens är en biart som beskrevs av Cockerell 1931. Augochlora viridinitens ingår i släktet Augochlora och familjen vägbin. Inga underarter finns listade.